# El Mastate
El Mastate es un distrito del cantón de Orotina, en la provincia de Alajuela, de Costa Rica.

## Geografía
El Mastate cuenta con un área de 9,5 km² y una altitud media de 197 m s. n. m.

## Demografía
Para el año 2022, El Mastate cuenta con una población estimada de 2180 habitantes, y para el último censo efectuado, en 2011, El Mastate contaba con una población de 1821 habitantes.

## Localidades
- Barrios: Cuatro Esquinas Este, Piedra Azul.
- Poblados: Guayabal.

## Transporte

### Carreteras
Al distrito lo atraviesan las siguientes rutas nacionales de carretera:
- Ruta nacional 27
- Ruta nacional 757